# He Liping
He Liping (chiń. 何麗萍; pinyin Hé Lìpíng; ur. 13 listopada 1972 w prowincji Shaanxi) – chińska softballistka występująca na pozycji miotaczki, medalistka olimpijska.
Uczestniczka Letnich Igrzysk Olimpijskich 1996, podczas których zdobyła srebrny medal w zawodach drużynowych. Wystąpiła wyłącznie w wygranym spotkaniu przeciwko reprezentacji Holandii.